# Mistrzostwa Polski Kobiet w Wędkarstwie Spławikowym (2015)
XXX Mistrzostwa Polski Kobiet w Wędkarstwie Spławikowym – mistrzostwa Polski kobiet w wędkarstwie spławikowym, które odbyły się w dniach 17-19 lipca 2015 na Zalewie Nowohuckim w Krakowie.

## Informacje ogólne
Organizatorem imprezy był Oddział PZW w Krakowie. Funkcję głównego sędziego zawodów pełnił Karol Podsiadło. W mistrzostwach udział wzięło 37 zawodniczek. Łowiono głównie leszcze, a także płocie, okonie i jazgarze.

## Wyniki
- 1. miejsce: Kamila Justa-Kowalska (Okręg PZW Gdańsk),
- 2. miejsce: Olga Siekiera (Okręg PZW Tarnobrzeg),
- 3. miejsce: Patrycja Pawlikowska-Bobrowska (Okręg PZW Elbląg)[1].